# 急症群英
《急症群英》（日语：救命病棟24時，通俗譯名：救命病棟24小時系列電視劇）是一部由日本富士電視台播出的電視連續劇，由江口洋介主演（江口主演至第四季，第五季由松嶋菜菜子主演）。

## 播出日期

### 常規電視連續劇
- 急症群英1 （1999年1月5日 - 1999年3月23日）平均收視率20.31%
- 急症群英2 （2001年7月3日 - 2001年9月18日）平均收視率20.62%
- 急症群英3 （2005年1月11日 - 2005年3月22日）平均收視率19.17%
- 急症群英4 （2009年8月11日 - 2009年9月22日）平均收視率19.20%
- 急症群英5 （2013年7月9日 - 2013年9月10日）平均收視率14.55%

### 特別篇
- 急症群英新年特別篇 營救的限期（2002年1月1日）播映時間：21:04～23:20 收視率16.7%
- 新年電視劇節、急症群英新春特別篇 （2005年1月4日）播映時間：21:00～23:18 收視率20.3%
- 急症群英 特別篇 護士們的急診中心（2005年3月29日）播映時間：21:00～22:54 收視率18.8%
- 緊急特別篇 急症群英 〜急診室醫生、小島楓〜 （2009年7月14日 - 2009年8月4日）播映時間：21:00～21:54 平均收視率13.5%

## 概要
以急診室為背景、講述醫生們在急診室裡搶救生命的經過，以及理念的衝突與對立，對人性有著豐富描述，刻畫出患者和家屬的心靈交流。以進藤一生（江口洋介飾）為主，第1季與實習醫生小島楓（松嶋菜菜子飾），第2季與心臓外科醫生香坂玉紀（松雪泰子飾）共同搭檔，為拯救病患性命不遺餘力。
由於本劇起用 晨間小說連續劇（NHK）的女主角松嶋菜菜子演出，造成很大迴響。

## 急症群英
以都立第三醫院急救中心為舞臺，敘述急診醫生進藤一生（江口洋介飾）和實習醫生小島楓（松嶋菜菜子飾）的故事，由江口洋介主演。

### 登場人物
- 進藤一生（33） - 江口洋介

急診室醫生。
- 小島楓（25） - 松嶋菜菜子

實習醫生。
- 櫻井幸（22） - 須藤理彩

護士。
- 辻智宏（25） - 八嶋智人

實習醫生。
- 田尾琉璃子（44） - 大島蓉子

護理長。
- 五十嵐響子 - 北原一咲

護士。
- 神崎愛子 - 西田薫

護士

#### 其他人物
- 進藤早紀（30） - 高田美佐

植物人患者。進藤的妻子。
- 平賀（急救隊員） - 平賀雅臣
- 警官 - 遠山俊也
- 氏家（副醫局長） - 清水紘治
- 多田和彦（醫局長）（50） - 清水章吾
- 菊池保（主任）（42） - 金田明夫
- 堺慎一（腦外科醫生）（33） - 杉本哲太
- 落合雅人（內科醫生）（33） - 澤村一樹

#### 病患、家屬或親友（客串演員）
- 第1集 - 海老原敬介、長江英和、鈴木砂羽、工藤千尋
- 第2集 - 泉谷茂、宮崎美子、三觜要介
- 第3集 - 角田良子、齊藤暁、矢澤心、阿藤快
- 第4集 - 土屋久美子、竹井綠、高田敏江、三橋達也、宮澤美保、大村美樹
- 第5集 - 深水三章
- 第7集 - 兒玉頼信、山崎滿、溫水洋一
- 第8集 - 山崎一、池脇千鶴、大瀧貴也、江守徹、東貫太郎、一本氣伸吾、中村綾
- 第9集 - 水島香織、鈴木飛雄
- 第10集 - 山中聰、高橋香織、DAIYU
- 第11集 - 大高洋夫、清水保子、西野麻美
- 第12集 - 北村總一朗

### 製作人員
- 編劇 - 橋部敦子、福田靖、飯野陽子
- 音樂 - 中村正人（DREAMS COME TRUE）、CALLING OF A MIRACLE
- 製作人 - 河合徹
- 助理製作人 - 榊原妙子、相本伸子、徳留美奈子
- 導演 -  岩本仁志、田島大輔、水田成英
- 助理導演 - 板谷恒一、鹿浜勉、雨宮美佐、星野和成、今井明弘、渡邊貴
- 宣傳 - 熊谷知子
- 製作著作 - 富士電視台

### 播放日期、副題、收視率
| 集數       | 副題       | 副題                                                                | 播放日期      | 關東收視率 |
| 集數       | 日文       | 中文                                                                | 播放日期      | 關東收視率 |
| ---------- | ---------- | ------------------------------------------------------------------- | ------------- | ---------- |
| 1          |            | 迎接朝陽                                                            | 1999年1月5日  | 24.0%      |
| 2          |            | 妻子甦醒的時候                                                      | 1999年1月12日 | 20.8%      |
| 3          |            | 聽見心跳                                                            | 1999年1月19日 | 18.9%      |
| 4          |            | 給妻子的禮物                                                        | 1999年1月26日 | 19.0%      |
| 5          |            | 誤診                                                                | 1999年2月2日  | 15.2%      |
| 6          |            | 一直在身邊守護的家人                                                | 1999年2月9日  | 17.9%      |
| 7          |            | 復活…接著覺醒                                                       | 1999年2月16日 | 20.9%      |
| 8          |            | 來自女兒的通知                                                      | 1999年2月23日 | 20.9%      |
| 9          |            | 加油吧…                                                             | 1999年3月2日  | 18.6%      |
| 10         |            | 醒來吧…早紀                                                         | 1999年3月9日  | 20.5%      |
| 11         |            | 我願用一切來換取生命                                                | 1999年3月16日 | 20.3%      |
| 12         |            | 在最後的奇蹟發生的時候，突如其來的離別來臨… 經過長時間後…妻子醒來了 | 1999年3月23日 | 23.5%      |
| 平均收視率 | 平均收視率 | 平均收視率                                                          | 平均收視率    | 20.31%     |

播映時間：毎週二21:00～21:54、最終回21:02～22:48

### 主題曲
- 主題曲 - DREAMS COME TRUE〈朝がまた来る〉（迎接朝陽）（#1～#7,#9～#12）
- 片尾曲 - DREAMS COME TRUE〈三日月〉（#8）

## 獎項
- 第20回日劇學院賞
  - 主演男優賞：江口洋介
  - 主題歌賞：DREAMS COME TRUE〈朝がまた來る〉

## 急症群英2
以港北醫科大學急救中心為場景，敘述進藤醫生和心臓外科醫生香坂玉紀共事的過程。

### 登場人物

#### 主要人物
- 進藤一生（外科醫生） - 江口洋介
- 香坂玉紀（心臓外科醫生） - 松雪泰子
- 矢部淳平（進修醫生） - 伊藤英明
- 櫻井幸（護理師） - 須藤理彩
- 太田川奈津（進修醫生） - 田畑智子
- 神林千春（外科醫生） - 小日向文世
- 馬場武蔵（整形外科醫生） - 宮迫博之（雨上敢死隊）

#### 其他人物
- 城島俊（外科醫生） - 谷原章介
- 大貫佐智（護理長） - 田根樂子
- 山城紗江子（護理師） - 木村多江
- 賀茂綠（護理師） - 唐木恵子
- 伊澤朋子（護理師） - 君嶋由香里
- 見城一恵（護理師） - 三宅恵美
- 相原早苗（護理師） - 山崎惠
- 北村圭二（心臓外科醫生、香坂玉紀的前男友） - 宇崎慧
- 秋山正幸 - 小林進
- 神宮恭一（第一外科教授） - 津嘉山正種
- 小田切薫（診療部主任） - 渡邊一惠

#### 病患、家屬或親友（客串）
- 第1集 - 海老原敬介、山下和敏
- 第2集 - 井上順、木村綠子
- 第3集 - 大森暁美、佐藤夏帆、浅野麻衣子、青木和代
- 第4集 - 小木茂光、根岸大介、木下政治、池田稔、倉持一裕、大村美樹
- 第5集 - 谷啓、津村鷹志、木村翠
- 第6集 - 櫻庭博道、小西美帆、五月晴子、井上結菜、三井善忠、中上千賀、青木伸輔、久保晶、吉滿涼太、每度豐（前田豐）、加賀谷純一、谷藤太
- 第7集 - 梅澤昌代、水島新太郎
- 第8集 - 北川弘美、有薗芳記、橋本哲 、岡本龍汰
- 第9集 - 井澤健、白川南、綾田俊樹、立石涼子、高橋瞳、赤星昇一郎
- 第10集 - 須永慶、田島令子、国分佐智子、平沼紀久、村田和美
- 第11集 - 国分佐智子、阿部美穗子、樋口浩二、佐佐木勝彦
- 第12集 - 宮田早苗、中丸新將、有坂来瞳

### 製作人員
- 編劇 - 福田靖、橋部敦子、飯野陽子、秦建日子、田邊滿、林宏司
- 音樂 - 佐橋俊彥、中村正人 (DREAMS COME TRUE)
- 製作人 - 和田行、中島久美子、樋口徹
- 助理製作人 - 菊地裕幸、大木綾子、樋川佳代
- 導演 - 田島大輔、水田成英、樋口徹、山本一男
- 助理導演 - 山本一男、高木健太郎、洞功二、増本淳、栗原一馬、池田匡夫
- 制作協力 - FCC
- 製作著作 - 富士電視台

### 播放日期、副題、收視率
| 集數       | 副題                 | 副題                                                         | 播放日期      | 關東收視率 |
| 集數       | 日文                 | 中文                                                         | 播放日期      | 關東收視率 |
| ---------- | -------------------- | ------------------------------------------------------------ | ------------- | ---------- |
| 1          |                      | 緊急直升機到達！天才外科醫生回來了                           | 2001年7月3日  | 21.5%      |
| 2          |                      | 忘了明天的男人                                               | 2001年7月10日 | 19.3%      |
| 3          |                      | 小生命大生命                                                 | 2001年7月17日 | 20.8%      |
| 4          |                      | 你不是一個人！                                               | 2001年7月24日 | 19.4%      |
| 5          |                      | 最後的一堂課                                                 | 2001年7月31日 | 18.6%      |
| 6          |                      | 你的朋友                                                     | 2001年8月7日  | 18.5%      |
| 7          |                      | 受傷的白衣天使                                               | 2001年8月14日 | 18.4%      |
| 8          |                      | 命運的相遇                                                   | 2001年8月21日 | 22.4%      |
| 9          |                      | 握著你的手                                                   | 2001年8月28日 | 19.8%      |
| 10         |                      | 相信有奇蹟…                                                  | 2001年9月4日  | 18.4%      |
| 11         |                      | 再見了我愛的人                                               | 2001年9月11日 | 19.9%      |
| 12         |                      | 發出緊急招集令！守護生命的最前線 救救他！希望能再多救一個人… | 2001年9月18日 | 25.4%      |
| 平均收視率 | 平均收視率           | 平均收視率                                                   | 平均收視率    | 20.62%     |
| 新年特別篇 | 救出のタイムリミット | 急救的黃金關鍵期                                             | 2002年1月1日  | -          |

播映時間：毎週二21:00～21:54、首回21:00～22:09、最終回21:00～22:48

### 主題曲
- 主題曲- DREAMS COME TRUE 「いつのまに」（轉眼之間）
- 插曲 - Bird「flow」

## 急症群英 新年特別篇 (2002)
於2002年1月1日播映，以郵輪挾持事件為主軸。

進藤一生和心臓外科醫生香坂玉紀的故事。

### 登場角色

#### 主要人物
- 進藤一生（外科醫生） -  江口洋介
- 香坂玉紀（心臓外科醫生） - 松雪泰子
- 矢部淳平（進修醫生） - 伊藤英明
- 櫻井幸（護理師） - 須藤理彩
- 太田川奈津（進修醫生） - 田畑智子
- 神林千春（診療部代理主任） - 小日向文世
- 馬場武藏（外科醫生） - 宮迫博之（雨上敢死隊）

#### 其他人物
- 城島俊（外科醫生） - 谷原章介
- 大貫佐智（護理長） - 田根樂子
- 山城紗江子（護理師） - 木村多江
- 賀茂律（護理師） - 唐木恵子
- 伊澤朋子（護理師） - 君嶋由香里
- 鷹取茂 - 押尾學
- 花澤美奈子 - 友坂理惠
- 花澤三郎 - 田山涼成
- 花澤睦美 - 松本留美
- 神林小百合 - 高橋瞳
- 稻本遼太 - 神木隆之介
- 鹽原裕也 - 正名僕蔵
- 相原早苗 - 山崎惠
- 船務員 - 兒玉頼信
- 船務員 - 山下和敏
- 船務員 - 大村美樹
- 記者 - 宮川大輔

### 製作人員
- 編劇 - 福田靖
- 音樂 - 佐橋俊彥、中村正人（DREAMS COME TRUE）、CALLING OF A MIRACLE
- 製作人 - 和田行、中島久美子、樋口徹
- 助理製作人 - 菊地裕幸、大木綾子、樋川佳代
- 導演 - 田島大輔、水田成英、樋口徹、山本一男
- 助理導演- 山本一男、高木健太郎、洞功二、増本淳、栗原一馬、池田匡夫
- 製作協力 - FCC
- 製作 - 富士電視台製作中心第一製作部
- 製作 - 富士電視台

### 主題曲
- DREAMS COME TRUE 「いつのまに」（轉眼之間）

## 新年電視劇節目、急症群英新春特別篇 (2005)
於2005年1月4日播映。本集為次特別篇，講述急症群英第1季前後的事件，故事從小島楓回憶起六年前，被進藤醫師嚴厲說出「你不適合當急救醫師」的重話的那一天開始…

此集大部分內容皆為小島楓的回憶描述。

### 登場人物
- 進藤一生（國際人道支援醫護團醫生） -  江口洋介
- 小島楓（急診室醫生） -  松嶋菜菜子
- 矢部淳平（急診室醫生） -  伊藤英明
- 山室剛（國際人道支援醫護團醫生） -  鹽見三省
- 加賀裕樹（上班族，楓的戀人） -  石黑賢（特別演出）

回憶～都立第三醫院急診室中心～ 
- 進藤一生（外科醫生） -  江口洋介
- 小島楓（進修醫生） -  松嶋菜菜子
- 櫻井幸（護理師） -  須藤理彩
- 落合雅人（內科醫生） -  澤村一樹
- 堺慎一（外科醫生） -  杉本哲太
- 菊池保（急診室中心主任） -  金田明夫
- 多田和彦（診療部主任） -  清水章吾
- 辻智宏（進修醫生） -  八嶋智人
- 田尾琉璃子（護理長） -  大島蓉子
- 進藤早紀（植物人狀態的患者、進藤的妻子） - 高田美佐
- 川上良子 -  鈴木砂羽
- 龍村 -  泉谷茂
- 佐竹道子 - 角田良子
- 佐竹 - 齊藤暁
- 中野 - 阿藤快
- 多恵 - 高田敏江
- 正勝 - 三橋達也
- 二階堂 -  深水三章
- 氏家副院長 - 清水紘治
- 犬丸 - 山崎満
- 瞳 - 高橋香織
- 植松 -  大高洋夫
- 腦外科醫生 - 北村總一朗
- 布施夏美 - 矢澤心
- 犬丸的秘書 - 温水洋一
- 彩花 - 工藤千尋

### 製作人員
- 劇本 -  福田靖、橋部淳子、飯野陽子
- 音樂 - 中村正人（美夢成真）、CALLING OF A MIRACLE
- 製作人 - 河合徹、中島久美子
- 導演 -  岩本仁志、田島大輔
- 綜合演出 - 水田成英

### 主題曲
- DREAMS COME TRUE 「朝がまた来る」（迎接朝陽）

## 急症群英3
故事背景：

進藤醫生與小島楓的重遇，此時強烈地震襲擊了東京，救助傷患的醫生在充滿危險的災區中，承受壓力與生離死別的痛苦…

東都中央病院高度救命急救中心為故事場景。

在第3季最終回播放之後、另一個結局「護士們的急救中心」接著播放。藉由護士佐倉亮太和大友葉月的描述，兩人於東京地震發生的半年後，回顧震災當時的情況。

### 登場人物

#### 主要人物
- 進藤一生（37） - 江口洋介

國際人道救援醫師團醫生。
- 小島楓（31） - 松嶋菜菜子

急診室醫生。
- 黑木春正（40） - 香川照之

醫局長。
- 磯部望（26） - 京野琴美

保健室老師。護士。
- 河野和也（22） - 小栗旬

醫科大學學生。純介的弟弟。在完成學業後也來到東都中央醫院實習。指導醫師為小島楓。
- 佐倉亮太（28） - 大泉洋

護士。
- 河野純介（25） - 川岡大次郎

實習醫生。和也的哥哥。指導醫師為小島楓。
- 大友葉月（23） - MEGUMI

護士。
- 日比谷學（39） - 小市慢太郎

急診室醫生。
- 加賀裕樹（35） -  石黑賢（特別演出）

上班族。小島楓的未婚夫。拖著傷軀來到未婚妻的醫院，原本情況已經穩定，某日卻突然惡化，由於醫療設備來不及維修，最後還是死去。
- 河野定雄（52） - 平田満

河野醫院院長。內科醫生。純介和和也的父親。
- 寺泉隼人（39） - 仲村亨

國會議員。地震發生後，就不斷為災區盡心盡力。起初很不情願又無可奈何，但在賑災期間逐漸了解到政治家真正的使命。

#### 其他人物
- 河原崎美江子（河野醫院護理師） - 深浦加奈子
- 伊坂千秋（護理師） - 田村田龜（田村たがめ）
- 橘由香里（護理師） - 尾野真千子
- 寺泉千尋（隼人的女兒） - 福田麻由子
- 木村省吾（哮喘的少年） - 廣田亮平
- 矢島太郎（流浪漢） - 岡山一
- 北村一夫（流浪漢） - 德井優
- 青木杜夫（寺泉的秘書） - 小須田康人
- 小久保紗英（自殺未遂的女性） - 井上真央
- 堀内（國會議員，總務大臣代理人） - 戶澤佑介
- 寺泉香織（寺泉的妻子） - 渡邊典子
- 河野敬子（定雄的妻子） - 山口美也子
- 磯部武彦（阿望的父親） - 渡邊哲
- 阿望的母親 - 筒井真理子
- 須藤昌代（護理長） - 鷲尾真知子

#### 病患、家屬或親友（客串演員）
- 第1集 - 鹽見三省、黒田福美、五森大輔、森聖矢、上條誠、橘由香里、若圓
- 第3集 - 佐佐木夢香
- 第4集 - 横山三菜子
- 第5集 - 奥貫薫
- 第6集 - 高松英郎、瀧直希、金子久美
- 第7集 - 米倉齊加年、山田辰夫、圓城寺綾
- 第9集 - 山下徹大、三宅弘城、小林愛、近江谷太朗、飯田基祐、關根大學
- 第10集 - 綿引勝彦、伊崎充則
- 第11集 - 宮川宏介、嶋尾康史、岩橋道子、菊池均也、西村雅彦、相島一之、森康子
- 特別篇 - 岡田義徳、隈部洋平、鈴木宗太郎、武藤晃子

### 製作人員
- 編劇 - 福田靖、武藤大助
- 音樂 - 佐橋俊彥
- 規劃 - 和田行
- 製作人 - 中島久美子、増本淳
- 助理製作人 - 三田真奈美、竹田浩子、川原井史子
- 導演 - 若松節朗、水田成英、西谷弘、村谷嘉則
- 助理導演- 洞功二、菊川誠、鈴木泰綱、宮木正悟、高野舞
- 制作著作 - 富士電視台

### 播放日期、副題、收視率
| 集數       | 副題       | 副題                   | 播放日期      | 關東收視率 |
| 集數       | 日文       | 中文                   | 播放日期      | 關東收視率 |
| ---------- | ---------- | ---------------------- | ------------- | ---------- |
| 1          |            | 人與救人的事           | 2005年1月11日 | 21.4%      |
| 2          |            | 希望能再多救一個人！   | 2005年1月18日 | 19.0%      |
| 3          |            | 天作之合               | 2005年1月25日 | 19.7%      |
| 4          |            | 想去尋找你             | 2005年2月1日  | 18.4%      |
| 5          |            | 第一次知道父親所想的事 | 2005年2月8日  | 18.9%      |
| 6          |            | 失去所愛的人           | 2005年2月15日 | 19.9%      |
| 7          |            | 早晨再次來臨！         | 2005年2月22日 | 18.8%      |
| 8          |            | 決不放棄的神之手！     | 2005年3月1日  | 17.3%      |
| 9          |            | 在你抹去眼淚的時候     | 2005年3月8日  | 17.7%      |
| 10         |            | 在看到生命結束的時候   | 2005年3月15日 | 18.4%      |
| 11         |            | 生命和希望的復甦       | 2005年3月22日 | 20.6%      |
| 平均收視率 | 平均收視率 | 平均收視率             | 平均收視率    | 19.17%     |
| 特別篇     |            | 護士們的急救中心       | 2005年3月29日 | 18.8%      |

播映時間：毎週二21:00～21:54、首回21:00～22:04、最終回21:00～22:09、特別篇21:00～22:54

### 主題曲
- DREAMS COME TRUE 「何度でも」（無數次）

## 緊急特別篇 急症群英 〜急診室醫生、小島楓〜
特別篇於2009年7月14日～8月4日播出，以松嶋菜菜子為主軸，和木村多江，再加上八嶋智人、須藤理彩、宫迫博之、井上真央等在第1、2、3季的演員參與演出的次特別版。內容主要是以前幾季的故事關鍵整合而成。

故事設定時間在第三部和第四部之間，第1季（1999年）和第3季（2005年）登場的小島楓醫生，和第2季（2001年）登場的護士山城紗江子一起在一家醫院工作，藉由在急救中心發生的四個故事來回顧之前系列故事，描述小島楓遇見進藤一生後的十年間，由進修醫生成為一專業的急救醫生的經過。

### 演員
- 小島楓（進修醫生 → 急診室醫生- 第1期） - 松嶋菜菜子
- 山城紗江子（護理師） - 木村多江
- 辻智宏（進修醫生 → 急診室醫生 - 第1期） - 八嶋智人
- 櫻井幸（護理師 - 第1、2期） - 須藤理彩
- 馬場武蔵（整形外科醫生 - 第2期） - 宮迫博之（雨上敢死隊）
- 小久保紗英（自殺未遂的女性 - 第3期） - 井上真央

### 播放日期、副題、收視率
| 集數       | 副題       | 副題       | 副題（富士節目表） | 副題（富士節目表）                       | 劇本       | 導演                       | 播放日期      | 關東收視率 | 關西收視率 |
| 集數       | 日文       | 中文       | 日文               | 中文                                     | 劇本       | 導演                       | 播放日期      | 關東收視率 | 關西收視率 |
| ---------- | ---------- | ---------- | ------------------ | ---------------------------------------- | ---------- | -------------------------- | ------------- | ---------- | ---------- |
| 1          |            | 再會       |                    | 新作！命運的重逢& 歷歷在目的進修醫生時代 | 林誠人     | 佐藤祐市 大木綾子          | 2009年7月14日 | 13.1%      | 13.9%      |
| 2          |            | 信賴       |                    | 最信賴的朋友與彼此相連的生命& 第1季後篇  | 林誠人     | 大木綾子                   | 2009年7月21日 | 15.0%      | 16.5%      |
| 3          |            | 朋友       |                    | 恐怖的外來患者!? 第2季總篇               | 林誠人     | 大木綾子                   | 2009年7月28日 | 12.5%      | 13.4%      |
| 4          |            | 希望       |                    | 逼近！最大的危機& 第3季特別篇            | 林誠人     | 河毛俊作 佐藤祐市 大木綾子 | 2009年8月4日  | 13.4%      | 17.6%      |
| 平均收視率 | 平均收視率 | 平均收視率 | 平均收視率         | 平均收視率                               | 平均收視率 | 平均收視率                 | 平均收視率    | 13.50%     | 15.35%     |

- 福岡首回的收視率為15.0%

### 主題曲
- 「朝がまた来る」DREAMS COME TRUE

## 急症群英4
以橫濱海南醫科大學附屬醫院急救中心為場景。進藤一生與小島楓為主角。描述日本公共醫療極度匱乏的情況，醫生的工作條件相當嚴苛，承受的壓力已經到了無法想像的地步。
本劇由江口洋介與松嶋菜菜子雙主演。原訂於2009年7月7日播出，由於主演之一的江口洋介騎摩托車時發生意外而受傷，延至8月11日才開始播映，總集數亦因此減少。播映時間則為21:00～21:54，首集加長15分鐘至22:09。

### 登場人物

#### 主要人物
- 進藤一生（急診室醫生－42） - 江口洋介
- 小島楓（急診室醫生 → 診療部主任－35） - 松嶋菜菜子
- 山城紗江子（護理師） - 木村多江
- 鴨居千夏（護理師） - 北乃紀伊
- 花輪勝司（麻醉科醫生 → 急診室醫生) - 板尾創路
- 横溝靜香（護理師） - 市川實和子
- 工藤亮介（進修醫生） - 石田卓也
- 坂口理恵（護理師）- 西原亞希
- 佐伯透（護理師） - 西山聰
- 丹原博嗣（眼科醫生 → 急診室醫生） - 趙珉和
- 野口昭光（耳鼻科醫生 → 急診室醫生）- 矢柴俊博
- 堀田明子（護理長） - 山野海
- 浦賀昌義（院長） - 山田明郷
- 守谷隆文（急診室主任） - 小野武彦
- 澤井悦司（診療部主任 → 獨立行政法人救命改革機構常任理事）- 中山裕介

#### 病患、家屬或親友（客串演員）
- 第1集 - 橋本純、勝部演之
- 第2集 - 勝部演之
- 第3集 - 秋本奈緒美
- 第4集 - 佐佐木澄江、澁谷武尊、山口香緒里、波多雅子
- 第5集 - LILY（鎌田小惠子）、山口果林、赤座美代子、松本純、濱多恵韻、谷村實紀
- 第6集 - 佐戸井憲太、水橋研二、野村佑香、石井愃一

### 製作人員
- 規劃 - 和田行、中島久美子
- 製片人 - 小椋久雄、高丸雅隆、三竿玲子
- 編劇 - 二木洋樹、一色伸幸 等
- 導演 - 河毛俊作、佐藤祐市、水田成英、大木綾子
- 音樂 - 吉俣良

### 播放日期、副題、收視率
| 集數       | 副題       | 副題                                                                                            | 編劇       | 導演              | 播放日期      | 關東 收視率 | 關西 收視率 |
| 集數       | 日文       | 中文                                                                                            | 編劇       | 導演              | 播放日期      | 關東 收視率 | 關西 收視率 |
| ---------- | ---------- | ----------------------------------------------------------------------------------------------- | ---------- | ----------------- | ------------- | ----------- | ----------- |
| 1          |            | 眾所期待的新一季！救救他!!救命的危機                                                            | 二木洋樹   | 河毛俊作          | 2009年8月11日 | 20.3%       | 22.5%       |
| 2          |            | 那裡有不能救的患者                                                                              | 一色伸幸   | 河毛俊作          | 2009年8月18日 | 18.3%       | 20.0%       |
| 3          |            | 救命者的選擇                                                                                    | 高山直也   | 水田成英          | 2009年8月25日 | 19.3%       | 19.5%       |
| 4          |            | 全力救人的意義                                                                                  | 林誠人     | 佐藤祐市          | 2009年9月1日  | 19.0%       | 20.0%       |
| 5          |            | 挽救心病的急診室醫生                                                                            | 小川真     | 大木綾子          | 2009年9月8日  | 18.8%       | 19.9%       |
| 6          |            | 成為目標的急救中心                                                                              | 二木洋樹   | 佐藤祐市          | 2009年9月15日 | 18.9%       | 19.3%       |
| 7          |            | 接著是感動的完結篇!!                                                                            | 一色伸幸   | 河毛俊作          | 2009年9月22日 | 19.3%       | 20.2%       |
| 平均收視率 | 平均收視率 | 平均收視率                                                                                      | 平均收視率 | 平均收視率        | 平均收視率    | 19.20%      | 20.27%      |
| Special    |            | 緊急事件發生！醫院陷入癱瘓 使命必達的救護團隊的奮鬥故事!! 進藤和楓的全新歷練和感動的第4季特別版 | 林誠人     | 河毛俊作 大木綾子 | 2010年1月3日  | 12.7%       |             |

- 福岡首回的收視率為24.1%
- 關東首回的收視率瞬間最高為25.4%
- 播映時間：毎週二21:00～21:54、首回21:00～22:09、最終回21:00～23:18
- 火九的平均收視連續兩季比同期的月九為高。上一次出現相同現象已經是2000年夏季了。

| 播放日期   | 播放時段 | 劇名           | 平均收視率 |
| ---------- | -------- | -------------- | ---------- |
| 2000年春季 | 月九     | 天氣預報的戀人 | 14.92%     |
| 2000年春季 | 火九     | 秀逗小護士3    | 19.13%     |
| 2000年夏季 | 月九     | 浪漫巴士站     | 17.28%     |
| 2000年夏季 | 火九     | 秀逗小護士3    | 19.26%     |
| 2009年春季 | 月九     | 結婚萬歲       | 10.63%     |
| 2009年春季 | 火九     | 家有六子       | 10.94%     |
| 2009年夏季 | 月九     | 零秒出手       | 14.37%     |
| 2009年夏季 | 火九     | 急症群英4      | 19.20%     |

### 主題曲
- DREAMS COME TRUE feat. FUZZY CONTROL「その先へ」（迎向未來）

## 急症群英5
小島楓（松嶋菜菜子飾）接任國立湊大學附屬醫院急救中心的醫局長。某日，東京發生了大規模死傷事件…

本季男主角為佐佐木藏之介，前季主角江口洋介沒有參與演出。

### 登場人物
國立大學法人湊大學附屬醫院急救中心
- 小島楓（39） 　松嶋菜菜子 飾

急診醫師。醫局長。從第1季什麼都不懂的菜鳥醫生，經過跌跌撞撞的一路學習，現今已成為能獨當一面且帶領團隊的優秀醫師。
- 本庄雅晴（44） 　佐佐木藏之介 飾

急診醫師。醫長。心臟外科醫師。在急救施行上總是無視醫局長所提的基本規則，認為急救現場是活的，緊急時刻應該要隨機應變。對於院長積極想成就器官移植領域一事始終抱持質疑態度。
- 廣瀨齋（30） 　風間俊介 飾

後期實習生。專攻胸腔外科。指導醫師從原本的本庄醫生變更為夏目醫生。
- 奈良沙耶香（29） 　蘆名星 飾

後期實習生。專攻消化外科。指導醫師從原本的片岡醫生變更為小島醫局長。
- 猿田勇 　渡部秀 飾 （第8集至完結篇）

前期實習生。指導醫師為片岡醫生。熱血男兒一個。自我介紹時，原本請前輩們直稱其名「勇」，但由於小島夕的意外，大家擔心醫局長觸名傷情，因而改稱其「猴子」　（註：「勇」跟「夕」的日語發音相近）
- 片岡仁志（34） 　柏原收史 飾

急診醫師。專攻整形外科。
- 安藤直利（41） 　兒嶋一哉 飾

急診醫師。麻醉專科醫師。
- 夏目衛（55） 　時任三郎 飾

急診醫師。醫長。專攻腦神經外科。無論急救還是器官移植領域皆有過人實績。曾在多年前的某一天，救了傷重於山道上的小島楓，該次事件令當年的夏目重拾從醫信心，時至現今，偶然在醫學界耳聞小島楓之名，進而赴任湊大附屬醫院。
- 杉吉康弘（51） 　手塚通 飾

急診中心主任兼腦神經外科教授。
- 最上透（61） 　段田安則 飾

第1外科教授兼院長。從前為進藤一生的指導醫師。
護理人員
- 國友花音（23） 　波瑠 飾

護士。在第9集至完結篇中，意外感染了馬爾堡病毒，但在同事們的細心照料下，最後順利康復重返工作崗位。
- 美木麻衣子（24） 　岡本玲 飾

護士。
- 中澤千秋（31〉 　山田真步 飾

護士。和安藤醫生是一對戀人。
- 駒澤幹雄（35） 　夙川與務（夙川アトム，暫譯） 飾

護士。
- 櫻庭睦子（47） 　安壽米拉（前寶塚劇團演員，本名：馬場貴子） 飾

護理長兼護理科教授。
其他
- 永井榮子（38） 　伊藤裕子 飾

器官移植機構的移植協調員。當有病患往生時，會接受醫院的委託，提供家屬器官移植的相關資訊。
- 塚原次郎 　神農直隆 飾

「獨家現代」記者。
- 小島立 　山口馬木也 飾

小島楓的哥哥。小夕的父親。
- 小島華子 　露島麗花 飾

小夕的母親。阿立的妻子。
- 小島夕（10） 　山崎光 飾

小島楓的姪子。華子跟阿立之子。性格上有些早熟。對於較自己年長29歲的小姑亦直稱其名。小島楓曾說過自己和姪子的關係「與其說是姑姪，不如說像朋友。」某日與父親一同赴溪邊遊玩，卻不慎發生意外，最後腦死。後來經過腦死判定和不斷的內心掙扎，小夕的父母決定捐出兒子的器官，遺愛人間。
- 牧村秀樹 　永島和明 飾

眼科醫師。本庄醫生的主治醫師。
- 有村公邦 　比留間由哲 飾

東京消防廳九段下消防署急救隊長。
病患、家屬或親友（客串演員）
- 第1集 - 渋谷圭亮、岩田小百合、田中幸太朗、玉置玲央（第2集）
- 第2集 - 大谷允保、小林高鹿
- 第3集 - 花王理、茅島成美
- 第4集 - 宮武美櫻、森下亮、手塚真生、我田布萊恩清（我田ブライアン清）、毛利戀子（第5集～完結篇）、建千里
- 第5集 - 石垣佑磨、伊藤步（第6集）
- 第6集 - 堀内正美、川口圭子、中倉健太郎、福田由美
- 第8集 - 岡山天音
- 第9集 - 中村正人（友情演出）、伊藤龍翼、市橋正光、小椋毅（完結篇）
- 完結篇 - 谷部建二、永島暎子

### 製作團隊
- 劇本 - 飯野陽子、冰川加代
- 音樂 - 佐藤直紀
- 導演 - 田島大輔、水田成英、西浦正記、高野舞
- 音樂協助 - 臉部音樂
- 劇本協助 - 冰川加代
- 助理導演 - 高野舞、佐藤沙耶香、府川亮介
- VFX製作 - 富士川祐輔
- VFX主任 - 三塚篤
- 戲劇標題 - PECO
- 護理指導 - 石田喜代美
- 醫學監修／指導 - 橫田裕行、川井真、恩田秀賢（日本醫科大學附屬醫院急救中心）
- 取材協助 - 鹿野恒、磯谷榮二、加藤康幸、牛澤洋人
- 拍攝協助 - 橫濱市立大學附屬市民綜合醫學中心、共立女子大學、社會福利法人相模更生會-綜合相模更生醫院、四街道德州會醫院、橫濱市立大學醫學部
- 瓶中船協助 - 磯部郁夫
- 協助 - 角川大映工作室
- 製作人 - 渡邊恒也、大木綾子
- 助理製作人 - 戶倉多佳子、吉岡由佳理
- 製作 - 富士電視台

### 播放日期、副題、收視率
| 集數       | 副題       | 副題                                         | 編劇       | 導演       | 播放日期      | 關東 收視率 |
| 集數       | 日文       | 中文                                         | 編劇       | 導演       | 播放日期      | 關東 收視率 |
| ---------- | ---------- | -------------------------------------------- | ---------- | ---------- | ------------- | ----------- |
| 1          |            | 史上最緊急的事件！小島楓攸關生死的決定       | 飯野陽子   | 田島大輔   | 2013年7月9日  | 17.7%       |
| 2          |            | 延續下來的生命，無情奪走的生命               | 飯野陽子   | 田島大輔   | 2013年7月16日 | 15.9%       |
| 3          |            | 交錯的情感所導致的危機                       | 飯野陽子   | 水田成英   | 2013年7月23日 | 14.9%       |
| 4          |            | 疑惑！悲傷的醫師流下的眼淚                   | 冰川佳代   | 水田成英   | 2013年7月30日 | 15.7%       |
| 5          |            | 被揭發的過去！罪過與命運                     | 冰川佳代   | 田島大輔   | 2013年8月6日  | 14.9%       |
| 6          |            | 決戰與守護！活生生的現場                     | 飯野陽子   | 高野舞     | 2013年8月13日 | 13.2%       |
| 7          |            | 小島楓的命運歷練！充滿涙水的腦死患者器官捐贈 | 冰川佳代   | 西浦正記   | 2013年8月20日 | 14.0%       |
| 8          |            | 懷有夢想的男子！最後的告白                   | 冰川佳代   | 高野舞     | 2013年8月27日 | 11.3%       |
| 9          |            | 緊急出動！宿命的相逢                         | 飯野陽子   | 水田成英   | 2013年9月3日  | 13.7%       |
| 10         |            | 遭受不明病毒感染！小島楓的最後關卡           | 飯野陽子   | 田島大輔   | 2013年9月10日 | 14.2%       |
| 平均收視率 | 平均收視率 | 平均收視率                                   | 平均收視率 | 平均收視率 | 平均收視率    | 14.60%      |

## 播映電視台
- 富士電視台（首播和重播）
- BS富士（重播）

## 外部連結
- 急症群英官方網站
- 緯來日本台官方網站

急診室大醫生 （页面存档备份，存于）
急診室女醫生 （页面存档备份，存于）
急診室女醫生2 （页面存档备份，存于）
急診室女醫2013 （页面存档备份，存于）

## 作品的變遷
| 日本富士電視台系列 火九連續劇                                     | 日本富士電視台系列 火九連續劇             | 日本富士電視台系列 火九連續劇                |
| ----------------------------------------------------------------- | ----------------------------------------- | -------------------------------------------- |
|                                                                   | 救命病棟24時1 （1999.01.05 - 1999.03.23） |                                              |
| 大女生日記 （1998.10.13 - 1998.12.15）                            | 古畑任三郎 （1999.04.13 - 1999.06.22）    |                                              |
| 新上班女郎 （2001.04.10 - 2001.06.26）                            | 救命病棟24時2 （2001.07.03 - 2001.09.18） | 再見，小津老師 （2001.10.09 - 2001.12.18）   |
| 菜鳥老師來報到 （2004.10.05 - 2004.12.14）                        | 救命病棟24時3 （2005.01.11 - 2005.03.22） | 離婚女律師2 （2005.04.19 - 2005.06.28）      |
| 我家的男子 （2009.04.14 - 2009.06.23）                            | 救命病棟24時4 （2009.08.11 - 2009.09.22） | 粉紅系男孩〜秋〜 （2009.10.13 - 2009.11.03） |
| 鴨，去京都。 ～老牌旅館的老闆娘日記～ （2013.04.09 - 2013.06.18） | 救命病棟24時5 （2013.07.09 - 2013.09.10） | Miss Pilot （2013.10.15 - 2013.12）          |

| 緯來日本台 星期一至星期五 晚上10點             | 緯來日本台 星期一至星期五 晚上10點       | 緯來日本台 星期一至星期五 晚上10點       |
| ---------------------------------------------- | ---------------------------------------- | ---------------------------------------- |
|                                                | 急診室醫生2 （2010.5.28 - 2010.6.8）     |                                          |
| 白色榮光 （2010.5.13 - 2010.5.27）             | 婦產科女醫 （2010.6.9 - 2010.6.21）      |                                          |
| 星期一至星期五 晚上10點                        |                                          |                                          |
| 半澤直樹 王牌銀行員 （2013.10.4 - 2013.10.17） | 急診室醫2013 （2013.10.22 - 2013.11.04） | 最強名醫2013 （2013.11.05 - 2013.11.14） |

| 香港 有線娛樂台 星期一至五 23:00 - 00:00             | 香港 有線娛樂台 星期一至五 23:00 - 00:00    | 香港 有線娛樂台 星期一至五 23:00 - 00:00 |
| ---------------------------------------------------- | ------------------------------------------- | ---------------------------------------- |
|                                                      | 救急病棟24小時III （2005.09.08 - 2005.09.22） |                                          |
| 遙控刑警 （2005.08.25 - 2005.09.07）                 | 小姐愛無賴 （2005.09.23 - 2005.10.27）      |                                          |
| 悠長嫁期之熟女告急 （2010.06.14 - 2010.07.09）       | 救急病棟24小時IV （2010.07.12 - 2010.07.23）  | 大丫鬟 （2010.07.26 - 2010.09.10）       |
| 香港 奇寶劇集台 星期六 22:00 - 23:00                 |                                             |                                          |
| 7級公務員（21:00-23:00） （2013.06.01 - 2013.08.31） | 救急病棟24小時V （2013.08.31 - 2013.11.02）   | （2013.11.09 - 2014.01.11）              |

| 香港 Now香港台 星期一至五 21:30-22:30 8月15日改為21:30-23:45播放兩集 | 香港 Now香港台 星期一至五 21:30-22:30 8月15日改為21:30-23:45播放兩集 | 香港 Now香港台 星期一至五 21:30-22:30 8月15日改為21:30-23:45播放兩集 |
| -------------------------------------------------------------------- | -------------------------------------------------------------------- | -------------------------------------------------------------------- |
|                                                                      | 救命病棟24小時(第3季) （2013.08.02 - 2013.08.15）                      |                                                                      |
| 花樣少年少女 （2013.07.16 - 2013.08.01）                             | 庶務二課 （2013.08.16 - 2013.09.02）                                 |                                                                      |